# Peter Tork
Peter Halsten Thorkelson (Washington D. C., 13 de febrero de 1942-Mansfield, 21 de febrero de 2019), conocido por  su nombre artístico de Peter Tork, fue un músico y actor estadounidense. Tork es conocido por ser el tecladista y bajista de The Monkees. Es el segundo miembro de dicha banda fallecido, luego del deceso de  Davy Jones en el 2012.

## Biografía
Tork comenzó como músico folk en Greenwich Village. En 1966, se hizo famoso como miembro de The Monkees. Fue recomendado para el grupo por su amigo Stephen Stills. Poco después del término de la serie de televisión The Monkees, dejó la banda. Tocó con los otros miembros del grupo a veces, pero todavía toca con sus propias bandas y gira a menudo.
Fue un músico multinstrumentista, y se hizo conocido como miembro de The Monkees, la cual grabó discos y actuaba en una serie de TV del mismo nombre de la banda protagonizándola. Después de la separación de The Monkees, estuvo en otras bandas The Peter Tork Project y Shoe Suede Blues, con la cual se presenta actualmente. En 2009, después de un examen médico, fue diagnosticado con Adenoid Cystic Carcinoma, un tipo raro de cáncer. Pero afirmó en 2011, que superó su enfermedad.

## Vida personal
Tork residía en Mansfield, Conneticut. Estuvo casado en cuatro ocasiones en matrimonio con Jody Bab, Reine Stewart y Barbara Iannoli terminando en divorcio. Desde 2014 hasta su muerte, estuvo casado con Pamela Grapes. Tuvo tres hijos: una hija, Hallie, con Stewart; un hijo, Ivan, con Iannoli; y otra hija, Erica de una relación con Tammy Sestak.

### Enfermedad y muerte
El 3 de marzo de 2009, informó en su sitio Web que le habían diagnosticado carcinoma quístico adenoide, un raro tipo de cáncer dependiente de las glándulas salivales, de crecimiento lento que invade cabeza y cuello. Una biopsia preliminar descubrió que el cáncer no había desarrollado metástasis (diseminación) del sitio inicial. "Esto es una mala noticia pero también buena por su situación" explicaría Tork. "Es este tumor una rara combinación (encima de la lengua) y que no se tiene la experiencia dentro de la comunidad médica sobre este tipo de combinación particular. Por otro lado, este tipo de cáncer, esto es no importa la ubicación la cual es algo conocida y el pronóstico me han dicho es bueno". Tork se sometió a radioterapia para prevenir que el cáncer regresara.
El 4 de marzo de 2009, Tork se sometió a una cirugía que fue exitosa en New York. El 11 de junio de 2009, el vocero de Tork informó que el cáncer se había activado. Torn mencionaría "sacudido pero no revuelto" por las noticias y dijo que los doctores le daban un 80% de oportunidad de detener y disminuir el nuevo tumor.
En julio de 2009, mientras estaba recibiendo su radioterapia, fue entrevistado por The Washington Post: "Estoy recuperando mi calidad de vida después de la cirugía y tengo la esperanza que al estar mejor mi cuerpo, pueda tolerar los efectos adversos de la radiación y que no me acorrale. Mi voz y mi energía tienen una recuperación decente y puede que de seguir así pueda después de todo, continuar con las giras y presentaciones mientras reciba mis tratamientos.
Tork reportó su experiencia con el cáncer en Facebook y animado por su público a sostener the Adenoid Cystic Carcinoma Research Foundation.
El cáncer regresó en 2018 y Tork murió de complicaciones asociadas con su enfermedad el 21 de febrero de 2019 en su hogar en Mansfield, Connecticut, una semana después de haber cumplido 77 años.

## Discografía

### The Monkees

#### Álbumes de estudio
- The Monkees (1966)
- More of The Monkees (1967)
- Headquarters (1967)
- Pisces, Aquarius, Capricorn & Jones Ltd. (1967)
- The Birds, The Bees & the Monkees (1968)
- Head (1968)
- Instant Replay (1969)
- The Monkees Present (1969)
- Changes (1970)
- Pool It! (1987)
- Justus (1996)

#### Álbumes en vivo
- Live 1967 (1987)
- Summer 1967: The Complete U.S. Concert Recordings (2001)

#### Misceláneas
- Greatest Hits (1969)
- Barrel Full of Monkees (1971)
- The Monkees Greatest Hits (1976)
- Then & Now... The Best of The Monkees (1986)
- The Monkees Anthology (1998)
- The Headquarters Sessions (2003)

### Solo

#### Peter Tork

##### Álbumes de estudio
- Stranger Things Have Happened: 1994

#### Peter Tork & The New Monkees

##### Álbumes de estudio
- Peter’s Back!: ?

#### PeterTork & James Lee Stanley

##### Álbumes de estudio
- Two Man Band: 1996
- Once Again: 2001
- Beachwood Christmas: 2003

##### Álbumes en vivo
- Live/Backstage At The Coffee Gallery: 2006

#### Shoe Suede Blues

##### Álbumes de estudio
- Cambria Hotel: 2007

## Filmografía

### The Monkees

#### TV
- The Monkees (serie de TV): 1966-1968
- 33⅓ Revolutions Per Monkee: 1969
- Hey, Hey, It's the Monkees: 1997

#### Cine
- Head: 1968